# Marius Valette
Pour les articles homonymes, voir Valette.
Marius Valette est un homme politique français né le 8 juin 1874 à Lanuéjols et décédé le 18 décembre 1949 à Nîmes.

## Biographie
Instituteur puis professeur de profession, il devient maire de Nîmes en 1909. Invalidé, il retrouve son siège l'année suivante après un court mandat d'Hubert Rouger.
Il est très tôt un militant socialiste, défenseur de la laïcité. Il se présente aux élections législatives en 1910 sur la circonscription d'Alès, mais n'est pas élu. Il se représente en 1914, et bat cette fois-ci son adversaire monarchiste Fernand de Ramel.
Aux élections législatives de 1919, le scrutin est proportionnel et il se présente en tête de la liste d'entente républicaine; face à celle d'union nationale de François de Ramel. Ce dernier rafle la quasi-totalité des sièges, au grand dam des républicains qui n'obtiennent qu'un seul siège.
Il se retire alors de la vie politique, jusqu'à sa mort 30 ans après.

### Sources
- « Marius Valette », dans le Dictionnaire des parlementaires français (1889-1940), sous la direction de Jean Jolly, PUF, 1960 [détail de l’édition]
- Jessica Eta Romby, « Marius Valette », dans David Mataix (dir.), Les Maires de Nîmes depuis la Révolution, Nîmes, Lacour, coll. « Rediviva », 2012 (ISBN 978-2-7504-2885-3), p. 114-117.